# Saint-Isidore-de-Clifton
Saint-Isidore-de-Clifton è un comune del Canada, situato nella provincia del Québec, nella regione di Estrie.